# Mason Mount
Mason Tony Mount (* 10. ledna 1999 Portsmouth) je anglický profesionální fotbalista, který hraje na pozici ofensivního či středního záložníka za anglický klub Manchester United FC a za anglický národní tým.

## Klubová kariéra

### Chelsea
V 18 letech byl Mount povýšen do A-týmu Chelsea, kdy s klubem podepsal první profesionální smlouvu.

#### Vitesse (hostování)
Mount se 24. července 2017 připojil k nizozemskému Vitesse na sezónní hostování. V prvním týmu debutoval 26. srpna, když nastoupil do utkání proti AZ Alkmaar. Svůj první gól za Vitesse vstřelil 1. října v 76. minutě při domácí remíze 1:1 s Utrechtem. Mount se objevil v nejlepší jedenáctce sezóny Eredivisie a stal se hráčem roku Vitesse.
Dne 9. května 2018 v prvním semifinálovém utkání play-off Eredivisie proti ADO Den Haag zaznamenal Mount svůj první hattrick v kariéře a pomohl Vitesse k výhře 5:2. Ve druhém zápase Mount skóroval a Vitesse zvítězilo 2:1. V celkovém součtu zvítězilo 7:3 a postoupilo do finále. V prvním zápase finále proti Utrechtu Mount otevřel skóre, ale následně obdržel žlutou kartu, kvůli níž musel vynechat odvetné utkání. Vitesse však i bez Mounta dokázalo v odvetě zvítězit. Před návratem do Chelsea nastoupil Mount ve všech soutěžích za Vitesse v 39 zápasech a 14krát skóroval.

#### Derby County (hostování)
Mount odešel 17. července 2018 na roční hostování do druholigového Derby County. Při svém debutu za Derby 3. srpna 2018 vstřelil v 60. minutě vyrovnávací gól při venkovním vítězství 2:1 nad Readingem. Mount byl dva měsíce mimo hru poté, co si v zápase FA Cupu proti Accringtonu Stanley přivodil zranění podkolenní šlachy. Do sestavy Derby County se navrátil 30. března, v utkání proti Rotherhamu United gólem a dvěma asistencemi pomohl k vítězství 6:1. O dva týdny později vstřelil svůj druhý hattrick v kariéře, a to v ligovém zápase proti Boltonu Wanderers (výhra 4:0). S Derby County Mount došel až do finále play-off o postup do Premier League, v něm však Derby podlehlo Aston Ville 1:2.

#### Sezóna 2019/20
Mount si odbyl soutěžní debut za Chelsea 11. srpna 2019 v ligovém zápase proti Manchesteru United při porážce 0:4 na úvod nového ročníku Premier League. O tři dny později byl u prohry Chelsea ve finále Superpoháru UEFA proti Liverpoolu. 18. srpna svým prvním gólem zajistil remízu 1:1 s Leicesterem. Ve třetím kole Chelsea urvala první ligovou výhru v sezóně 3:2 nad Norwichem a Mount přidal další přesný gólový zásah. 17. září Mount debutoval v evropských pohárech, a to při prohře 0:1 s Valencií v zápase základní skupiny Ligy mistrů. Mount s Chelsea došel až do finále FA Cupu, v němž však tým vedený Frankem Lampardem podlehl 2:1 Arsenalu. Mount se ve své první sezóně v A-týmu Chelsea stal stabilním členem základní sestavy, odehrál 53 utkání a připsal si na své konto 8 branek a 6 asistencí.

#### Sezóna 2020/21
Mount pokračoval ve skvělých výkonech i v následující sezóně a byl jedním z nejdůležitějších hráčů týmu, který došel až do finále Ligy mistrů. V něm, 29. května 2021, asistoval jedinému gólu v zápase proti Manchesteru City, když jeho průnikovou nahrávku zužitkoval Kai Havertz a rozhodl o výhře Chelsea 1:0. Odehrál 80 minut, poté jej trenér Thomas Tuchel vystřídal. Mount následně s Chelsea vyhrál v roce 2021 Superpohár UEFA i Mistrovství světa klubů FIFA. Na konci sezóny byl zvolen nejlepším hráčem Chelsea, když v 54 odehraných utkáních zaznamenal 9 branek a 9 asistencí.

#### Sezóna 2021/22
Svůj střelecký účet v sezóně 2021/22 otevřel v 9. kole dne 23. října 2021, kdy při výhře 7:0 zaznamenal svůj 1. hattrick za Chelsea proti Norwichi. Chelsea si v sezóně zahrála obě finále domácích pohárů, tedy EFL Cupu a FA Cupu, dvakrát však shodně prohrála po penaltovém rozstřelu s Liverpoolem. Dohromady v sezóně odehrál 53 utkání, v nichž vstřelil 13 branek a na dalších 16 přihrál. Na konci sezóny pak obhájil své vítězství v anketě pro nejlepšího hráče Chelsea.

#### Sezóna 2022/23
Mount měl těžký start do nové sezóny 2022/23, protože v prvních sedmi zápasech Blues pod vedením Thomase Tuchela nezaznamenal žádný gólový příspěvek, přestože nastoupil ve všech sedmi zápasech. Po venkovní prohře 0:1 na hřišti Dinama Záhřeb v Lize mistrů byl trenér Tuchel propuštěn a do klubu přišel nový trenér Graham Potter. Na začátku Potterova angažmá se Mount dostal zpátky do dobré formy a 8. října při domácím vítězství 3:0 nad Wolves asistoval na branky Kaia Havertze a Christiana Pulišiće. O týden později dvěma góly rozhodl o výhře 2:0 nad Aston Villou. Na začátku března si Mount poranil břišní sval a na několik týdnů vypadl ze sestavy Chelsea. Na konci dubna se Mount podrobil operaci břišního svalu a předčasně pro něj skončila sezóna. Na začátku června bylo oznámeno, že Mount nedostane od Chelsea novou smlouvu, a tak se začaly objevovat mnohé přestupové spekulace, o Mountovy služby měl zájem především Manchester United.

### Manchester United
Na konci června 2023 přestoupil Mount do Manchesteru United. Londýnský celek přijal nabídku ve výši 60 miliónů liber. Mount v Manchesteru United podepsal smlouvu do roku 2028.

## Reprezentační kariéra
Trenér anglické reprezentace Gareth Southgate Mounta po jeho povedené sezóně ve Vitesse, kde hostoval, přizval v půlce května 2018 na tréninky před začátkem Mistrovství světa v Rusku.
V roce 2021 byl nedílnou součástí týmu, který se zúčastnil Mistrovství Evropy a skončil až ve finále, kde podlehl Itálii po penaltovém rozstřelu.
Účastnil se také Mistrovství světa v Kataru, kde v prvních dvou zápasech nastoupil do základní sestavy.

## Statistiky

### Klubové
K 13. březnu 2022
| Klub                | Sezóna  | Liga           | Liga   | Liga | Národní pohár | Národní pohár | Ligový pohár | Ligový pohár | Evropské poháry | Evropské poháry | Ostatní | Ostatní | Celkem | Celkem |
| Klub                | Sezóna  | Liga           | Zápasy | Góly | Zápasy        | Góly          | Zápasy       | Góly         | Zápasy          | Góly            | Zápasy  | Góly    | Zápasy | Góly   |
| ------------------- | ------- | -------------- | ------ | ---- | ------------- | ------------- | ------------ | ------------ | --------------- | --------------- | ------- | ------- | ------ | ------ |
| Vitesse (loan)      | 2017/18 | Eredivisie     | 29     | 9    | 1             | 0             | —            | —            | 6               | 0               | 3       | 5       | 39     | 14     |
| Derby County (loan) | 2018/19 | Championship   | 35     | 8    | 2             | 0             | 4            | 2            | —               | —               | 3       | 1       | 44     | 11     |
| Chelsea             | 2019/20 | Premier League | 37     | 7    | 6             | 1             | 1            | 0            | 8               | 0               | 1       | 0       | 53     | 8      |
| Chelsea             | 2020/21 | Premier League | 36     | 6    | 5             | 1             | 2            | 0            | 11              | 2               | —       | —       | 54     | 9      |
| Chelsea             | 2021/22 | Premier League | 24     | 8    | 2             | 0             | 6            | 0            | 4               | 0               | 3       | 0       | 39     | 8      |
| Chelsea             | Celkem  | Celkem         | 97     | 21   | 13            | 2             | 9            | 0            | 23              | 2               | 4       | 0       | 146    | 25     |
| Celkem              | Celkem  | Celkem         | 161    | 38   | 16            | 2             | 13           | 2            | 29              | 2               | 10      | 6       | 229    | 50     |

### Reprezentační
K 12. říjnu 2021
| Anglie | Anglie | Anglie |
| Rok    | Zápasy | Góly   |
| ------ | ------ | ------ |
| 2019   | 6      | 1      |
| 2020   | 7      | 2      |
| 2021   | 13     | 1      |
| Celkem | 26     | 4      |

#### Reprezentační góly
Skóre a výsledky Anglie jsou vždy zapisovány jako první
| Gól | Datum              | Místo                                  | Soupeř  | Skóre | Výsledek | Soutěž                                 |
| --- | ------------------ | -------------------------------------- | ------- | ----- | -------- | -------------------------------------- |
| 1.  | 17. listopadu 2019 | Fadil Vokrri Stadium, Priština, Kosovo | Kosovo  | 4:0   | 4:0      | Kvalifikace na Mistrovství Evropy 2020 |
| 2.  | 11. října 2020     | Wembley, Londýn, Anglie                | Belgie  | 2:1   | 2:1      | Liga národů UEFA 2020/21               |
| 3.  | 18. listopadu 2020 | Wembley, Londýn, Anglie                | Island  | 2:0   | 4:0      | Liga národů UEFA 2020/21               |
| 4.  | 28. března 2021    | Arena Kombëtare, Tirana, Albánie       | Albánie | 2:0   | 2:0      | Kvalifikace na Mistrovství světa 2022  |

## Ocenění

### Klubová

#### Chelsea
- Liga mistrů UEFA: 2020/21[41]
- Superpohár UEFA: 2021[42]
- Mistrovství světa ve fotbale klubů: 2021[43]

### Reprezentační

#### Anglie U19
- Mistrovství Evropy do 19 let: 2017

### Individuální
- Sestava sezóny Ligy mistrů UEFA – 2020/21[44]
- Hráč sezóny Vitesse: 2017/18
- Jedenáctka sezóny Eredivisie: 2017/18
- Hráč sezóny Chelsea: 2020/21[45]